# 西久阿
西久阿（Sijhua），是印度贾坎德邦Bokaro县的一个城镇。总人口4478（2001年）。

## 人口
该地2001年总人口4478人，其中男性2400人，女性2078人；0—6岁人口735人，其中男374人，女361人；识字率50.25%，其中男性为63.08%，女性为35.42%。